# Jorge Rákóczi I
El barón Jorge Rákóczi I de Felsővadász (en húngaro: I. Rákóczi György) (Szerencs, Transilvania, 8 de junio de 1593-Gyulafehérvár, Transilvania, 11 de octubre de 1648), noble húngaro, Príncipe de Transilvania desde 1630 hasta su muerte en 1648. Hijo de Segismundo Rákóczi, Príncipe de Transilvania, y de la noble húngara Anna Gerendi.

## Biografía

### Carrera militar
Para 1605, Jorge Rákóczi I había sido enviado por su padre a la edad de 12 años a servir en Kassa en las fuerzas de Esteban Bocskai, y en la corte conoció al joven de 16 años Gabriel Báthory y Gabriel Bethlen, quienes también se criaban en dicho lugar.
A la muerte de Bocskai en 1606, Jorge Rákóczi se mudó probablemente con su padre, a quien la Gran Asamblea de Transilvania lo había elegido Príncipe en 1607. Durante el gobierno de Gabriel Báthory, Jorge Rákóczi I se retiró a sus territorios húngaros bajo influencia germánica y no tomó parte en la vida política precisamente por su muy corta edad. En 1615 fue nombrado Gobernador de la provincia húngara de Borsód y posteriormente capitán de Ónod. El 16 de abril de 1616 tomó por esposa a Susana Lorántffy y con ella obtuvo el poder sobre los territorios de Sárospatak (el cual posteriormente junto al de Munkács se volvió uno de los más importantes de la familia Rákóczi). 
En 1619 se unió a Gabriel Bethlen y reuniendo un ejército, atacaron al emperador germánico y rey húngaro Fernando II de Habsburgo, con el objetivo de recuperar los territorios de Hungría bajo su dominio. El 23 de noviembre de 1619, Bethlen dejó a Jorge Rákóczi I encargado del asedio de Viena y volvió a Hungría, pero pronto regresaron tras el intento fallido. En 1625 Rákóczi obtuvo la tarea de pedir la mano de la Princesa Catalina de Brandeburgo para Gabriel Bethlen, y de llevarla a Transilvania, lo cual cumplió exitosamente.
Sin embargo, tras la muerte de Bethlen, su esposa fue la que permaneció en el trono por varios meses habiendo sido nombrada su sucesora por la Gran Asamblea. Pronto surgieron conflictos entre Catalina y Esteban Bethlen, hermano menor del fallecido monarca. La asamblea la destituyó y lo nombró a él en su lugar, generando igualmente gran descontento y caos en el Principado. Los turcos no sabían a quién apoyar y pronto el sultán envió a Catalina un par de cartas de nombramiento, cada una con un nombre diferente (una con el de Bethlen y otra con el de Jorge Rákóczi). En la siguiente asamblea, la viuda leyó la carta de Rákóczi (con quien simpatizaba) y le escogió como Príncipe el 1 de diciembre de 1630 en Segesvár.

### Príncipe de Transilvania
Jorge Rákóczi I también participó en la Guerra de los Treinta Años como aliado de los suecos y franceses protestantes, siguiendo con una política similar a la de Gabriel Bethlen de enfrentamiento a los Habsburgo. Agrandó los bienes y propiedades de la familia Rákóczi y luego de varios ataques, no obtuvo grandes éxitos contra los germánicos. En 1636, el destituido Esteban Bethlen, aliado con el pachá de Buda, atacó a Rákóczi intentando recuperar el trono, pero fue vencido en la batalla de Nagyszalonta.
Posteriormente en 1644, dirigió una nueva campaña militar contra el emperador germánico y rey húngaro Fernando III de Habsburgo y durante ésta ocupó todos los territorios del norte de Hungría. Cuando se estaba disponiendo para avanzar hacia Viena, el Sultán lo prohibió y lo obligó a regresar. Entonces en 1645 firmó la paz y obtuvo del emperador las siete provincias del Tisza.
Tanto Jorge Rákóczi I como su esposa Susana Lorántffy fueron dos figuras de gran importancia del protestantismo en Transilvania, abriendo incontables escuelas y promoviendo la confesión religiosa cristiana calvinista.
El Príncipe murió el 11 de octubre de 1648 y fue enterrado en la catedral de Gyulafehérvár, en Transilvania.